# Hjellestad (Schiff)
Die Hjellestad ist eine Doppelendfähre der norwegischen Reederei Norled.

## Geschichte
Die Fähre wurde im April 2018 bestellt. Sie wurde unter der Baunummer 36 auf der norwegischen Werft Westcon Yards an deren Betriebsstätte in Ølensvåg gebaut. Der Rohbau wurde von der türkischen Werft Norse Çelik in Gebze zugeliefert. Der erste Stahlschnitt erfolgte hier am 25. September 2018. Der Rohbau wurde mithilfe eines Krans ins Wasser gesetzt. Er wurde ab Ende Juli 2019 als Decksladung an Bord der Eemslift Hendrika nach Norwegen gebracht und am 5. August 2019 abgeliefert. Der Schiffsentwurf stammte von dem norwegischen Schiffsarchitekturbüro LMG Marin.
Die Fähre sollte ursprünglich Ende 2019 ausgeliefert werden. Aufgrund von Verzögerungen beim Bau war sie erst im ersten Quartal 2020 einsatzbereit. Sie verkehrt auf der Strecke zwischen Hjellestad in der Gemeinde Bergen und Klokkarvik in der Gemeinde Øygarden, die von Norled zum 1. Januar 2020 übernommen wurde. Sie verbindet dabei Hjellestad mit den im Raunefjord gelegenen Inseln Bjelkarøyna und Lerøyna sowie Klokkarvik auf der Insel Sotra. Bis zur Aufnahme des Betriebes mit der Hjellestad verkehrte die Nårasund auf der Strecke, die Norled hierfür von Fjord1 übernommen hatte.
In dem Verkehrsvertrag wurde vereinbart, dass die beim Betrieb der Fähre entstehenden CO2-Emissionen um 86 % und der Energieverbrauch um 58 % im Vergleich zu der zuvor auf der Strecke eingesetzten Fähre gesenkt werden müssten. Rumpf und Aufbauten der Fähre wurden daher zur Gewichtsreduktion aus Aluminium gefertigt und die Fähre mit einem Hybridantrieb ausgestattet.
Die Fähre wurde im Rahmen der Baird Maritime Awards 2020 mit dem Titel „Best Medium Ro-Pax“ des von Baird Maritime verlegten Magazins Work Boat World ausgezeichnet.

## Technische Daten und Ausstattung
Das Schiff ist mit einem Hybridantrieb aus Elektro- und dieselelektrischem Antrieb ausgestattet. An Bord stehen zwei Elektromotoren, die jeweils eine Propellergondel mit Twin-Propeller an den beiden Enden der Fähre antreiben. Für die Stromerzeugung stehen von Scania-Dieselmotoren des Typs DI13 074M angetriebene Generatoren zur Verfügung. Die Dieselmotoren können mit Biodiesel betrieben werden. Für den elektrischen Betrieb der Fähre wurde ein Energiespeichersystem mit einer Kapazität von 1243 kWh verbaut. Die Akkumulatoren können an den Anlegern geladen werden.
Die Fähre verfügt über ein durchlaufendes Fahrzeugdeck mit zwei Fahrspuren. An beiden Enden befinden sich herunterklappbare Rampen. Die maximale Achslast auf dem Fahrzeugdeck beträgt 13 t. Es können 16 Pkw befördert werden. Auf beiden Seiten befinden sich Aufenthaltsräume für die Passagiere. Das Fahrzeugdeck ist im mittleren Bereich überbaut. Hier befindet sich die seitlich aufgesetzte Brücke. Die nutzbare Durchfahrtshöhe auf dem Fahrzeugdeck beträgt 4,6 m.